# 구교로
구교로(Gugyo-ro)는 울산광역시 중구 옥교동 옥교삼거리와 남외동 병영오거리를 잇는 울산광역시의 도로이다.

## 주요 경유지
울산광역시
- 중구 (중앙동 · 학성동 · 반구동 · 병영동)

## 노선
| 이름                   | 접속 노선                      | 소재지     | 소재지 | 비고 |
| ---------------------- | ------------------------------ | ---------- | ------ | ---- |
| 옥교삼거리             | 울산광역시도 제61호선 (번영로) | 울산광역시 | 중구   |      |
| 새치삼거리             | 옥교6길                        | 울산광역시 | 중구   |      |
| 새치사거리             | 옥교8길 (학산로)               | 울산광역시 | 중구   |      |
| 울산광역시선관위사거리 | 새치로 새벽시장2길             | 울산광역시 | 중구   |      |
| 우체국앞 교차로        | 새벽시장3길 옥교12길           | 울산광역시 | 중구   |      |
| 학성공원사거리         | 가구거리                       | 울산광역시 | 중구   |      |
| 구철길사거리           | 울산광역시도 제71호선 (화합로) | 울산광역시 | 중구   |      |
| 학성초교후문           | 구교11길                       | 울산광역시 | 중구   |      |
| 노인복지관             | 구교12길                       | 울산광역시 | 중구   |      |
| 병영119안전센터교차로  | 구교13길 해오름3길             | 울산광역시 | 중구   |      |
| KT울산지사앞           | 구교14길 해오름5길             | 울산광역시 | 중구   |      |
| 병영사거리             | 울산광역시도 제61호선 (번영로) | 울산광역시 | 중구   |      |

## 주요 건물 및 시설
- 국민건강보험공단 울산중부지사 (울산광역시 중구 중앙동 구교로 41)
- 경남은행 옥교지점 (울산광역시 중구 중앙동 구교로 51)
- 울산광역시선거관리위원회 (울산광역시 중구 중앙동 구교로 71)
- 울산우체국 (울산광역시 중구 학성동 구교로 77)
- S-OIL 울산주유소 (울산광역시 중구 학성동 구교로 83)
- 현대자동차 블루핸즈 반구중부점 (울산광역시 중구 학성동 구교로 133)
- SK에너지 행운주유소 (울산광역시 중구 반구동 구교로 137)
- KT 울산빌딩 (울산광역시 중구 반구동 구교로 239)